# Функция Кармайкла
Функция Кармайкла — теоретико-числовая функция, обозначаемая {\displaystyle \lambda (n)}, равная наименьшему показателю {\displaystyle m} такому, что
{\displaystyle a^{m}\equiv 1{\pmod {n}}}
для всех целых {\displaystyle a}, взаимно простых с модулем {\displaystyle n}. Говоря языком теории групп, {\displaystyle \lambda (n)} — это экспонента мультипликативной группы вычетов по модулю {\displaystyle n}.
Приведем таблицу первых 36 значений функции {\displaystyle \lambda (n)} последовательность A002322 в OEIS в сравнении со значениями функции Эйлера {\displaystyle \varphi }. (жирным выделены отличающиеся значения)
| n                           | 1 | 2 | 3 | 4 | 5 | 6 | 7 | 8 | 9 | 10 | 11 | 12 | 13 | 14 | 15 | 16 | 17 | 18 | 19 | 20 | 21 | 22 | 23 | 24 | 25 | 26 | 27 | 28 | 29 | 30 | 31 | 32 | 33 | 34 | 35 | 36 |
| --------------------------- | - | - | - | - | - | - | - | - | - | -- | -- | -- | -- | -- | -- | -- | -- | -- | -- | -- | -- | -- | -- | -- | -- | -- | -- | -- | -- | -- | -- | -- | -- | -- | -- | -- |
| {\displaystyle \lambda (n)} | 1 | 1 | 2 | 2 | 4 | 2 | 6 | 2 | 6 | 4  | 10 | 2  | 12 | 6  | 4  | 4  | 16 | 6  | 18 | 4  | 6  | 10 | 22 | 2  | 20 | 12 | 18 | 6  | 28 | 4  | 30 | 8  | 10 | 16 | 12 | 6  |
| {\displaystyle \varphi (n)} | 1 | 1 | 2 | 2 | 4 | 2 | 6 | 4 | 6 | 4  | 10 | 4  | 12 | 6  | 8  | 8  | 16 | 6  | 18 | 8  | 12 | 10 | 22 | 8  | 20 | 12 | 18 | 12 | 28 | 8  | 30 | 16 | 20 | 16 | 24 | 12 |

## Пример
1,3,5,7 — все числа, меньшие 8 и взаимно простые с ним, {\displaystyle 1^{2}\equiv 1{\pmod {8}};\ 3^{2}=9\equiv 1{\pmod {8}};\ 5^{2}=25\equiv 1{\pmod {8}};\ 7^{2}=49\equiv 1{\pmod {8}}}, значит функция Кармайкла {\displaystyle \lambda (8)} равна 2. Функция Эйлера {\displaystyle \varphi (8)} равна 4, поскольку в списке 1,3,5,7 ровно 4 числа.

## Теорема Кармайкла
Функция Кармайкла {\displaystyle \lambda (n)} от степеней нечётных простых, а также для чисел 2 и 4, равна функции Эйлера {\displaystyle \varphi (n)}; для степеней двойки, больших 4, она равна половине функции Эйлера:
{\displaystyle \lambda (n)={\begin{cases}{\frac {1}{2}}\varphi (n),&{\text{если }}n=2^{k},k\geqslant 3,{\text{  т.е.  }}n=8,16,32,64,128,256,\,\dots \\\;\;\varphi (n),&{\text{если }}n\in \{2,4\}\;{\text{или}}\;n=p^{k},\;p\in \mathbb {P} ,\;p>2,\;{\text{  т.е. }}\;n=2,3^{k},4,5^{k},7^{k},11^{k},13^{k},17^{k},\,\dots \end{cases}}}
Функция Эйлера для степеней простых есть
{\displaystyle \varphi (p^{k})=p^{k-1}(p-1).\;}
По основной теореме арифметики любое {\displaystyle n>1} может быть представлено как
{\displaystyle n=p_{1}^{a_{1}}p_{2}^{a_{2}}\dots p_{s}^{a_{s}}}
где {\displaystyle p_{1}<p_{2}<\dots <p_{s}} — простые числа, а все {\displaystyle a_{i}>0}.
В общем случае, {\displaystyle \lambda (n)} — это наименьшее общее кратное {\displaystyle \lambda (p_{i}^{a_{i}})} всех точных степеней простых, входящих в разложение {\displaystyle n} на множители:
{\displaystyle \lambda (n)=\operatorname {lcm} [\lambda (p_{1}^{a_{1}}),\;\lambda (p_{2}^{a_{2}}),\dots ,\lambda (p_{s}^{a_{s}})].}
Теорема Кармайкла
Если {\displaystyle a,n} взаимно просты, то
{\displaystyle a^{\lambda (n)}\equiv 1{\pmod {n}}}
Иначе говоря, теорема Кармайкла утверждает, что определенная через формулу выше функция действительно удовлетворяет определению функции Кармайкла. Эта теорема может быть доказана с помощью первообразных корней и китайской теоремы об остатках.
Докажем сначала, что для всех {\displaystyle a} взаимно простых с {\displaystyle n} выполняется {\displaystyle a^{\lambda (n)}\equiv 1{\pmod {n}}}.
По малой теореме Ферма для любого простого модуля {\displaystyle p} и любого {\displaystyle a}, взаимно простого с модулем имеем {\displaystyle a^{p-1}=1+hp}.
Если {\displaystyle a^{p^{k-1}(p-1)}=1+hp^{k}}, то
{\displaystyle a^{p^{k}(p-1)}=(1+hp^{k})^{p}=1+h^{p}pp^{k}+\dots =1+h_{0}p^{k+1}}
Тогда по методу математической индукции мы получаем, что для всех {\displaystyle a} {\displaystyle a^{p^{k-1}(p-1)}=a^{\lambda (p^{k})}\equiv 1{\pmod {p^{k}}}}.
Для модуля 2 соотношение несколько сильнее:
Если {\displaystyle a} нечётно, то {\displaystyle a=1+2h}.
Тогда {\displaystyle a^{2}=1+4h(h+1)=1+8C_{h+1}^{2}}.
Далее, если {\displaystyle a^{2^{k-2}}=1+2^{k}h}, то
{\displaystyle a^{2^{k-1}}=(1+2^{k}h)^{2}=1+2^{k+1}(h+2^{k-1}h^{2})}
Тогда по математической индукции мы получаем, что для всех нечётных {\displaystyle a} при {\displaystyle k\geqslant 3} верно, что {\displaystyle a^{2^{k-2}}=a^{\lambda (2^{k})}\equiv 1{\pmod {2^{k}}}}.
Наконец, если {\displaystyle n=2^{k}p_{1}^{a_{1}}\dots p_{s}^{a_{s}}} и {\displaystyle a} взаимно просто с {\displaystyle n}, то {\displaystyle a^{\lambda (p_{j}^{a_{j}})}\equiv 1{\pmod {p_{j}^{a_{j}}}}} и {\displaystyle a^{\lambda (2^{k})}\equiv 1{\pmod {2^{k}}}}, значит {\displaystyle a^{\lambda (n)}\equiv 1{\pmod {p_{j}^{a_{j}}}}} и {\displaystyle a^{\lambda (n)}\equiv 1{\pmod {2^{k}}}} и тогда {\displaystyle a^{\lambda (n)}\equiv 1{\pmod {n}}}.
Заметим также, что для любых {\displaystyle a} утверждение нельзя усилить: показатель {\displaystyle \lambda (n)} — минимальный, для которого {\displaystyle a^{\lambda (n)}\equiv 1{\pmod {n}}}. Это легко доказывается от противного.
Действительно, пусть есть простое {\displaystyle q} такое, что для всех {\displaystyle a} {\displaystyle a^{\lambda (n)/q}\equiv 1{\pmod {n}}}. Поскольку {\displaystyle \lambda (n)=\operatorname {lcm} [\lambda (p_{1}^{a_{1}}),\;\lambda (p_{2}^{a_{2}}),\dots ,\lambda (p_{s}^{a_{s}})].}, то {\displaystyle q} делит какое-то {\displaystyle \lambda (p_{i}^{a_{i}})}, то есть для всех {\displaystyle a} {\displaystyle a^{\lambda (p_{i}^{a_{i}})/q}\equiv 1{\pmod {p_{i}^{a_{i}}}}}. Однако это противоречит тому факту, что группа {\displaystyle \mathbb {Z} _{p^{k}}^{\times }} циклична при {\displaystyle p>2}, а при {\displaystyle p=2} — противоречит тому факту, что группа {\displaystyle \mathbb {Z} _{2^{k}}^{\times }} имеет экспоненту {\displaystyle 2^{k-2}}.
■

## Связь теорем Кармайкла, Эйлера и Ферма
Поскольку функция Кармайкла {\displaystyle \lambda (n)} делит функцию Эйлера {\displaystyle \varphi (n)} (последовательность их частных см. в последовательность A034380 в OEIS), теорема Кармайкла является более сильным результатом, чем классическая теорема Эйлера. Ясно, что теорема Кармайкла связана с теоремой Эйлера, потому что экспонента конечной абелевой группы всегда делит порядок группы. Функции Кармайкла и Эйлера отличаются уже при небольших аргументах: {\displaystyle \lambda (15)=4}, но {\displaystyle \varphi (15)=8}, они отличаются всегда, когда группа вычетов по модулю {\displaystyle n} не имеет образующей (см. последовательность A033949).
Малая теорема Ферма — это частный случай теоремы Эйлера, в котором модуль {\displaystyle n} — это простое число. Теорема Кармайкла для простых модулей дает то же утверждение, поскольку группа вычетов по простому модулю является цикличной, то есть её порядок и экспонента совпадают.

## Свойства функции Кармайкла

### Делимость
{\displaystyle a|b\Rightarrow \lambda (a)|\lambda (b)}

### Функция Кармайкла от НОК
Для любых натуральных {\displaystyle a,b} верно, что
{\displaystyle \lambda (\mathrm {lcm} (a,b))=\mathrm {lcm} (\lambda (a),\lambda (b))}.
Это сразу получается из определения функции Кармайкла.

### Примитивные корни из единицы
Если {\displaystyle a,n} взаимно просты и {\displaystyle m} — показатель числа {\displaystyle a} по модулю {\displaystyle n}, то
{\displaystyle m|\lambda (n)} .
Другими словами, порядок примитивного корня из единицы в кольце вычетов по модулю {\displaystyle n} делит {\displaystyle \lambda (n)}. В рамках теории групп это утверждение — простое следствие из определения экспоненты группы.

### Длина цикла экспоненты
Если для {\displaystyle n} обозначить {\displaystyle x_{\max }} наибольший показатель простых чисел в каноническом разложении {\displaystyle n}, то тогда для всех {\displaystyle a} (включая не взаимно простые с {\displaystyle n}) и всех {\displaystyle k\geqslant x_{\max }} выполняется
{\displaystyle a^{k}\equiv a^{k+\lambda (n)}{\pmod {n}}}
В частности, для {\displaystyle n} свободного от квадратов {\displaystyle n} (для него {\displaystyle x_{\max }=1}), для всех {\displaystyle a}
{\displaystyle a\equiv a^{\lambda (n)+1}{\pmod {n}}}

### Средние и типичные значения
Для любого {\displaystyle x>16} и константы {\displaystyle B}:
{\displaystyle {\frac {1}{x}}\sum \limits _{n\leq x}\lambda (n)={\frac {x}{\ln x}}e^{B(1+o(1))\ln \ln x/(\ln \ln \ln x)}}.
Здесь
{\displaystyle B=e^{-\gamma }\prod _{p}\left({1-{\frac {1}{(p-1)^{2}(p+1)}}}\right)\approx 0.34537\ .}
Для любого {\displaystyle N} и для всех {\displaystyle n\leqslant N}, за исключением {\displaystyle o(N)} чисел верно, что:
{\displaystyle \lambda (n)=n/(\ln n)^{\ln \ln \ln n+A+o(1)}}
где {\displaystyle A} — это постоянная,
{\displaystyle A=-1+\sum \limits _{p}{\frac {\ln p}{(p-1)^{2}}}\approx 0.2269688\ .}

### Оценки снизу
Для достаточно больших {\displaystyle N} и для любых {\displaystyle \Delta \geq \ln ^{3}\ln N} существует как минимум
{\displaystyle Ne^{-0.69{\sqrt[{3}]{\Delta \ln \Delta }}}}
натуральных {\displaystyle n\leq N} таких, что {\displaystyle \lambda (n)\leqslant ne^{-\Delta }}.
Для любой последовательности натуральных чисел {\displaystyle n_{1}<n_{2}<n_{3}<\cdots }, любой константы {\displaystyle 0<c<1/\ln 2} и для достаточно большого {\displaystyle i}:
{\displaystyle \lambda (n_{i})>(\ln n_{i})^{c\ln \ln \ln n_{i}}}.

### Небольшие значения
Для постоянного {\displaystyle c} и достаточно большого положительного {\displaystyle A} существует целое {\displaystyle n>A} такое, что {\displaystyle \lambda (n)<(\ln A)^{c\ln \ln \ln A}}.
Более того, такое {\displaystyle n} имеет вид
{\displaystyle n=\prod \limits _{(q-1)|m,\ q{\text{ is prime}}}q}
при некотором {\displaystyle m<(\ln A)^{c\ln \ln \ln A}}, свободном от квадратов.

### Множество значений функции Кармайкла
Множество значений функции Кармайкла, не превосходящих {\displaystyle x}, имеет мощность
{\displaystyle {\frac {x}{\ln ^{\eta +o(1)}x}}\ ,}
где {\displaystyle \eta =1-(1+\ln \ln 2)/\ln 2=0.08607\dots }